# Ägidius
Ägidius (auch Aegidius, Ägydius, Egidius oder Egydius; litauisch Egidijus; tschechisch Jiljí, polnisch Idzi, ungarisch Egyed; zahlreiche Kurzformen wie: Egyd, Gidius, Gilius, Gilles, Gil etc.) ist ein männlicher Vorname.

## Herkunft und Bedeutung
Der Name leitet sich vom altgriechischen Wort αἰγίς ab, der Aigis der griechischen Mythologie, und bedeutet der Schildhalter. 

## Namenstag
Namenstag (katholisch) ist der 1. September, der Gedenktag des hl. Ägidius.

## Varianten
- niederländisch, schwedisch: Gillis
- englisch: Giles, Gyles
- französisch: Gilles
- Egidi
- italienisch: Egidio, Gigi
- litauisch: Egidijus
- portugiesisch: Egídio, Gil
- spanisch: Gil

## Namensträger

### Antike und Mittelalter
chronologisch
- Aegidius (Feldherr) († wahrscheinlich 464), römischer Feldherr
- Ägidius (Heiliger) (640–720), Heiliger und Abt von St. Gilles, er zählt zu den Vierzehn Nothelfern.
- Eido I. (auch: Ido, Eid oder Ägidius; 955–1015), Bischof von Meißen
- Aegidius Corboliensis (um 1140 – um 1224), französischer Arzt, Hochschullehrer und Dichter
- Ägidius von Vaozela (1190–1265), Seliger und Dominikanerpriester
- Ägidius von Assisi († 1262), Seliger
- Aegidius Romanus (1243–1316), Augustiner-Eremit
- Aegidius Mucidus, Ordensname von Gilles Li Muisis (1272–1352),  französischer Abt und Chronist
- Ägidius Albornoz (1295–1367), spanischer Kardinal
- Aegidius von Lessines († 1304), Dominikanermönch, Philosoph und Astronom
- Aegidius de Viterbo (Ägidius von Viterbo, Egidio da Viterbo) (1469–1532), Kardinal, Theologe und Humanist

### Vorname
alphabetisch

#### Aegidius, Ägidius
- Aegidius Albertinus (1560–1620), Schriftsteller und Übersetzer der Gegenreformation
- Ägidius Bassengius (* Mitte 16. Jahrhundert; † 1595), franko-flämischer Komponist und Kapellmeister der späten Renaissance
- Ägidius Faber (* um 1490; † 1558), ungarisch-deutscher lutherischer Theologe
- Ägidius Hunnius der Ältere (1550–1603 in Wittenberg), deutscher lutherischer Theologe, Professor, Propst und Generalsuperintendent
- Aegidius Jais (1750–1822), Benediktinerpater, römisch-katholischer Theologe und Hochschullehrer
- Aegidius Klotz (1733–1805), deutscher Geigenbauer
- Ägidius von der Lancken (1580–1631), herzoglich holstein-gottorpscher Rat und Beamter
- Aegidius de Monte OFM († 1577), römisch-katholischer Bischof von Deventer
- Ägidius Rehm (auch Aegidius Rehm; Egidius Rem; 1486–1535), 1526–1535 Bischof von Chiemsee
- Aegidius Strauch I. (1583–1657), deutscher lutherischer Theologe
- Aegidius Strauch II. (1632–1682), deutscher lutherischer Theologe
- Aegidius Tschudi (1505–1572), Politiker und erster Schweizer Historiker
- Ägidius Viganò (1920–1995), italienischer Ordenspriester, von 1977 bis 1995 Generaloberer der Salesianer Don Boscos
- Aegid von Waldkirch (* 1621 oder 1622; † 1667), von 1657 bis 1667 Abt des Klosters Muri
- Ägidius Zsifkovics (* 1963), österreichischer katholischer Theologe und Bischof von Eisenstadt

#### Egidius, Egyd
- Egidius Braun (1925–2022), deutscher Fußballfunktionär, DFB-Präsident 1992–2001
- Egidius Doll (* 1946), deutscher Organist
- Egidius Federle (1810–1876), deutscher Landschaftsmaler und Zeichner
- Egidius Mengelberg (1770–1849), deutscher Porträtmaler, Innenarchitekt und Kunstpädagoge
- Egidius Sadeler (* um 1570; † 1629), niederländischer Maler und Kupferstecher aus Flandern
- Egidius Schiffer (1956–2018), deutscher Serienmörder
- Egidius Schmalzriedt (1935–2003), deutscher Klassischer Philologe und Philosophiehistoriker
- Egidius Schneider (1893–1958), deutscher Sozialreferent und Erwachsenenbildner
- Egyd Gstättner (* 1962), österreichischer Publizist und Schriftsteller

#### Egidio
- Egidio Arévalo (* 1982), uruguayischer Fußballspieler
- Egidio Boccanegra (* 13. oder 14. Jahrhundert; † 1367), war ein genuesischer Admiral und Korsar
- Egidio Colonna OSB (1607–1686), italienischer Geistlicher und Lateinischer (Titular-)Patriarch von Jerusalem
- Egidio Duni (1708–1775), italienischer Opernkomponist des späten Barock
- Egidio Eronico (* 1955), italienischer Filmregisseur und Drehbuchautor
- Egidio Forcellini (1688–1768), italienischer Philologe und Lexikograph
- Egidio Lari (1882–1965), römisch-katholischer Erzbischof und Diplomat des Heiligen Stuhls
- Egidio Marzona (* 1944), deutsch-italienischer Galerist, Kunstsammler, Mäzen und Verleger
- Egidio Miragoli (* 1955), italienischer Geistlicher und römisch-katholischer Bischof von Mondovì
- Egidio Negrin (1907–1958), italienischer Geistlicher und römisch-katholischer Erzbischof
- Egidio Perfetti (* 1975), norwegischer Unternehmer und Autorennfahrer
- Egidio Pribetti (* 1925), ehemaliger italienischer Weitspringer

### Familienname
- Aegidius Aegidii (1641–1677), deutscher Franziskaner
- Egidy (Adelsgeschlecht)
- Egidy (Familie)
- Ludwig Karl James Aegidi (1825–1901), deutscher Dichterjurist, Hochschullehrer und Politiker.
- Erhard Egidi (1929–2014), deutscher Kirchenmusiker
- Hans Egidi (1890–1970), deutscher Jurist
- Petrus Ägidius, Petrus Aegidius Antverpiensis oder Peter Ägid (1486–1533), belgischer Stadtschreiber, Herausgeber und Humanist; siehe Utopia

## Sonstiges
Die Gemeinschaft Sant’Egidio ist nach der Kirche des heiligen Ägidius im römischen Stadtteil Trastevere benannt.